# Juana La Loca (banda)
Juana La Loca es una banda argentina de rock alternativo formada a finales de la década de 1980 e influenciada principalmente por bandas como The Smiths, The Beatles, The Jesus and Mary Chain, The Stone Roses, entre otras.

## Historia

### Primeros años
Juana La Loca fue formada por Rodrigo Martín en 1988, luego de que regresara de un largo viaje durante el cual compuso la mayoría de los temas que formarían parte del primer disco de la banda.

### Autoejecución
En 1991, tras autoproclamarse "el primer grupo sónico de la Argentina" editaron a través del sello independiente de Daniel Melero un casete titulado Autoejecución, producido por Ary Roux.
Soda Stereo los invitó para telonearlos en la presentación del disco Dynamo, en diciembre de 1992. A mediados del 1993 participaron de la primera edición del festival Nuevo Rock Argentino en Córdoba.

### Electronauta
A finales de ese año, entraron a estudios para grabar el primer álbum, producido por Melero. Con el lanzamiento de Electronauta, Juana La Loca comenzó una larga serie de presentaciones como la Gira Caníbal junto a Los Brujos, que los llevó por doce ciudades del interior del país. En abril de 1994 tuvieron la oportunidad de tocar para casi 15.000 personas al presentarse como teloneros de Depeche Mode, en Vélez Sarsfield.

### Revolución
La tercera placa, Revolución (1995) con la llegada de Joaquín Levinton en la guitarra, quien formaría Turf más adelante, fue presentada en una gira por el interior y por países limítrofes, entre las cuales se destacan las fechas en la discoteca Aloha de Mendoza y en Santiago de Chile. Participaron del disco Fuck you, homenaje a Sumo, con el tema "No duermas más".

### Vida modelo
El cuarto disco, Vida modelo (1997) fue grabado en California, junto a músicos de la talla de Billy Preston (teclista de Los Beatles en Let It Be). Este disco llevó a la banda a un lugar más popular, se presentó en el teatro Astros, y realizó una gira junto a Babasónicos por todo el interior. En 1998, la banda realizó más de 60 recitales en los cuales dos son como teloneros de Oasis en el Luna Park ante la presencia de más de 10 000 personas.

### Planeta
Discos con demos, rarezas e inéditos,14 temas que datan de 1989 a 1998.

### Renovación de la banda y grabación deVermouth
En plena presentación de su cuarto disco Planeta Juana La Loca (1999), Gastón Capurro, Christian Lantes, Eugenio Parracia y Martin Bosa emitieron un comunicado anunciando “La disolución definitiva de la banda”. En el que le esgrimian toda la responsabilidad y culpas a Martin tanto a nivel artístico como personal. El propio Rodrigo Martín les contestó poco tiempo después en una suerte de aclaración en la que muchos artistas caen, algo así como Juana La Loca no dejó de existir porque el Juana La Loca soy yo: “Juana La Loca no ha dejado de existir. Estos conciertos han marcado el fin de una etapa, pero también el comienzo de otra que contempla una nueva formación, debido a diferencias irreconciliables de índole artística personales con los demás integrantes. He tomado esta decisión con el derecho moral que me brinda ser el fundador de Juana La Loca en el año 1988, único miembro original, compositor y letrista”.
Martín convocó a su viejo amigo Gabriel Guerrisi (líder y fundador de Los Brujos, por ese entonces ya disueltos), quien había colaborado anteriormente como invitado de la banda en vivo y también en estudio. Juntos compusieron los temas que darían forma a Vermouth, un EP independiente (1999).

### Alucinaciones
Ya para el sello Pop Art Music, Juana editó otro EP, bautizado Alucinaciones, con Martín, Guerrisi, el baterista Aitor Graña, Diego Panich en bajo y Julián Gómez en guitarra, Leonora Leia Arbiser en teclados.

### Belleza
En el año 2002 Juana La Loca saca a la luz su cuarto álbum de estudio, titulado Belleza con sus éxitos "Sábado a la noche" y "Viernes a la noche". Esto hizo que tocasen en el Quilmes Rock del año 2003.

### Casablanca
Con el regreso de Roberto Pasquale y la incorporación de Diego Chamorro en batería y Pablo Galetto en bajo, Juana la Loca editó Casablanca en el 2005. La grabación se realizó en una casa alquilada en Temperley, en "ambientes no controlados": "cantamos adentro de la chimenea, grabamos baterías en la vereda... y de esta manera conseguimos cámaras especiales, con los vecinos de público. Después todo eso lo retocamos en la computadora y ese es el resultado". En 2006 volvieron a ser teloneros de Oasis.

### Pastillas para el Dolor
En 2012 Rodrigo Martin, junto a Carlos Tapia (bajo), Guillermo Coda (guitarra) y Mauro Ricchieri (batería) grabó Pastillas Para El Dolor.

### Resplandece
En agosto de 2017, ingresan a la banda Diego Vieites en guitarra y coros y Andrés García en bajo, generándose una nueva etapa, que se termina de consolidar con la vuelta de Aitor Graña y Roberto Pasquale, miembros fundadores de la banda, y la incorporación de Javier López en teclados; entre demos de canciones que Rodrigo Martín arrastraba y cuatro nuevas composiciones, se edita "Resplandece". El primer corte “Fuera de vos” es adictivo, tiene una intro de guitarra notable y linkea con las canciones más pegadizas del grupo. “Cristales” es una balada volada que muestra el costado psicodélico y lisérgico de la banda. “Sentirte” incluye una hipnótica intervención de guitarra slide de Gabriel Guerrisi (guitarrista de Los Brujos y otro nombre clave del rock argentino de los 90) y un estribillo luminoso que rankea entre los mejores que firmó la banda en estos 30 intensos años; “Burbujas de amor” cierra el disco con una guitarra tan sesentosa que hace pensar en The Kinks y nos recuerda que Rodrigo Martín es un especialista en componer melodías pop con gusto inglés. (https://indiehoy.com/discos/juana-la-loca-resplandece).

## Discografía

### Álbumes
- Electronauta (1993)
- Revolución (1995)
- Vida modelo (1997)
- Planeta (1998)
- Belleza (2002)
- Casablanca (2005)
- Pastillas para el dolor (2012)
- Resplandece (2018)
- 30 Años en vivo (2019)
- Endorfina (2022)

### EP
- Autoejecución, EP (1991)
- Cover Your Bones, EP (1999)
- Vermouth, EP (1999)
- Remixes, EP I (2001)
- Remixes, EP II (2001)
- Alucinaciones, EP (2001)
- Instinto, EP (2008)
- Paloma mecánica, EP (2017)
- Roxy, EP (2017)

### Simples
- Autoejecución (1993)
- Planeta infierno (1995)
- Agujeros negros (1995)
- Vida modelo, remix (1997)
- El mejor lugar (1998)
- Viernes a la noche (2002)
- Sábado a la noche (2003)
- Perdí la fe (2003)
- La vida circular (2003)
- Dame pasión (2005)
- Recuerdos del futuro (2012)
- Fuera de vos (2018)
- Paloma mecánica (2018)
- Si pudiera olvidar en vivo (2018)

### Compilados
- Grandes éxitos (2011)